# Polyura concha
Polyura concha är en fjärilsart som beskrevs av Snellen van Vollenhoven 1861. Polyura concha ingår i släktet Polyura och familjen praktfjärilar. Inga underarter finns listade i Catalogue of Life.